# Драгомир Малић
Проф. Др Драгомир Малић (Оштра Лука, 28. октобар 1913 — Бања Лука, 8. јун 1979) био је српски научник, један од најпознатијих светских научника у области термодинамике.

## Живот
Гимназију је завршио 1936. године у Бањој Луци, а дипломске студије завршио је 1941. године на Техничком факултету Универзитета у Београду (Машинско-електротехнички одсек) у Београду. Докторску дисертацију одбранио је на Високој техничкој школи у Бечу 1949. године. Биран је у звање доцента и ванредног професора Техничког факултета у Београду. Изабран је у звање редовног професора Рударско-геолошког факултета у Београду 1960. године. За првог ректора Универзитета у Бањој Луци изабран је 1975. године и на тој дужности остао је све до своје смрти, 1979. године. До избора за првог ректора Универзитета у Бањој Луци, преко три деценије је провео подижући нове стручњаке и (ре)организујући високошколске институције у Београду, Сарајеву, Нишу, Приштини и Бањој Луци.
Сахрањен је у Алеји заслужних грађана на Новом гробљу у Београду.

## Радови
Објавио је 134 научна рада и написао више уџбеника из области термодинамике и кибернетске термодинамике.

## Функције
- Ректор Универзитета у Бањој Луци,
- Потпредседник Научног савета Међународног центра за пренос топлоте и масе,
- Дописни члан Академије наука СР БиХ,
- Два пута је биран на место проректора Универзитета у Београду
- Декан и продекан Рударско-геолошког факултета у Београду (више пута биран).

## Награде
Добитник је више одликовања и највиших признања:
- Ордена рада са црвеном заставом,
- Ордена заслуга за народ са златном звездом,
- Награде „Колубара 67“ за највише научно и стручно достигнуће из области производње и преноса електричне енергије,
- Седмојунске награде СР Србије за животно дело (1970),
- Награде „Никола Тесла“ за изузетан допринос науци и развијању делатности Друштва „Никола Тесла“ (1977),
- Награде „Веселин Маслеша“ СР БиХ (1978).